# Třetí cesta (Palestinská autonomie)
Třetí cesta (arabsky الطريق الثالث‎, at-Tarík ath-thálith) je centristická palestinská politická strana působící v Palestinské autonomii. Byla založena 16. prosince 2005 a v jejím čele stojí Salám Fajád a Hanán Ašráwí.
Ve volbách do Palestinské legislativní rady v lednu 2006 získala 2,41 % hlasů voličů a získala dvě ze 132 křesel v radě. Po neuspokojivých volebních výsledcích zmizela z politické scény, ale v červenci 2015 uspořádali představitelé strany řadu setkání v Rámaláhu a Hebronu, na nichž se diskutovalo o schopnosti strany reaktivovat její program a vrátit se zpět.

## Členové
Zakladatel strany Salám Fajád byl v únoru 2005 ministrem financí ve třetí vládě Ahmeda Kureje, ale koncem roku 2005 odstoupil, aby mohl kandidovat ve volbách v roce 2006. Dne 15. června 2007 jmenoval prezident Palestinské autonomie Mahmúd Abbás Saláma Fajáda předsedou nové vlády poté, co Hamás ovládl Pásmo Gazy.